# آرون اشنایدر
آرون اشنایدر (انگلیسی: Aaron Schneider؛ زادهٔ) یک کارگردان، و مدیر فیلم‌برداری اهل ایالات متحده آمریکا است.
از فیلم‌ها یا مجموعه‌های تلویزیونی که وی در آن‌ها نقش داشته است می‌توان به دختران را ببوس و سگ تازی اشاره نمود.